# الخرمه، مکه
الخرمه (به عربی: الخرمة) یک منطقهٔ مسکونی در عربستان سعودی است که در استان مکه واقع شده‌است.